# 부산일본인학교
부산일본인학교(일본어: 釜山日本人学校)는 부산광역시 수영구에 있는 일본계 외국인학교이다. 현재 초등학교부터 중학교까지의 과정을 운영하고 있다.

## 연혁
- 1975년 10월 1일 : 개교